# Acacia flagellaris
Acacia flagellaris är en ärtväxtart som beskrevs av Mats Thulin. Acacia flagellaris ingår i släktet akacior, och familjen ärtväxter. IUCN kategoriserar arten globalt som sårbar. Inga underarter finns listade i Catalogue of Life.